# Slick 50 200 1994
Slick 50 200 1994 var ett race som var den tolfte deltävlingen i PPG IndyCar World Series 1994. Racet kördes den 21 augusti på New Hampshire International Speedway. Al Unser Jr. fortsatte skriva in sig i CART:s historieböcker, tack vare sin sjunde seger för säsongen. Marlboro Team Penske tog sin tredje trippelseger för säsongen, och precis som på Mid-Ohio var det Paul Tracy som blev tvåa, före Emerson Fittipaldi på tredje plats.

## Slutresultat
| Plats | Förare             | Team                     | Grid | Kvaltid |
| ----- | ------------------ | ------------------------ | ---- | ------- |
| 1     | Al Unser Jr.       | Marlboro Team Penske     | 10   | 22,367  |
| 2     | Paul Tracy         | Marlboro Team Penske     | 4    | 21,963  |
| 3     | Emerson Fittipaldi | Marlboro Team Penske     | 1    | 21,753  |
| 4     | Raul Boesel        | Dick Simon Racing        | 2    | 21,908  |
| 5     | Michael Andretti   | Chip Ganassi Racing      | 15   | 22,692  |
| 6     | Dominic Dobson     | PacWest Racing           | 6    | 22,125  |
| 7     | Jimmy Vasser       | Hayhoe Racing            | 11   | 22,423  |
| 8     | Adrián Fernández   | Galles Racing            | 8    | 22,277  |
| 9     | Bobby Rahal        | Rahal-Hogan Racing       | 17   | 22,771  |
| 10    | Willy T. Ribbs     | Walker Racing            | 22   | 22,661  |
| 11    | Scott Goodyear     | Budweiser King Racing    | 21   | 23,631  |
| 12    | Mark Smith         | Walker Racing            | 14   | 22,578  |
| 13    | Robby Gordon       | Walker Racing            | 12   | 22,554  |
| 14    | Maurício Gugelmin  | Chip Ganassi Racing      | 25   | -       |
| 15    | Johnny Unser       | Dale Coyne Racing        | 23   | 23,768  |
| 16    | Marco Greco        | Arciero Racing           | 20   | 23,235  |
| 17    | Hiro Matsushita    | Dick Simon Racing        | 19   | 23,079  |
| 18    | Nigel Mansell      | Newman/Haas Racing       | 3    | 21,909  |
| 19    | Mario Andretti     | Newman/Haas Racing       | 5    | 22,100  |
| 20    | Teo Fabi           | Jim Hall Racing          | 7    | 22,222  |
| 21    | Eddie Cheever      | A.J. Foyt Enterprises    | 13   | 22,564  |
| 22    | Ross Bentley       | Dale Coyne Racing        | 24   | 24,741  |
| 23    | Stefan Johansson   | Bettenhausen Motorsports | 9    | 22,300  |
| 24    | Scott Sharp        | PacWest Racing           | 16   | 22,746  |
| 25    | Mike Groff         | Rahal-Hogan Racing       | 18   | 23,077  |